# Peder Fredricson
Carl Peder Fredricson (* 30. ledna 1972 Södertälje) je švédský reprezentant v jezdectví. Je synem veterináře Ingvara Fredricsona, který vedl národní hřebčinec ve Flyinge. Na olympiádě soutěžili v jezdectví i jeho starší bratr Jens Fredricson a manželka Lisen Bratt Fredricsonová. Vedle sportovní činnosti pracuje jako počítačový grafik.
Zpočátku se věnoval soutěži všestranné způsobilosti, v níž se stal v roce 1989 juniorským mistrem Evropy v soutěži jednotlivců i družstev a na LOH 1992 obsadil mezi jednotlivci 14. místo. Od roku 2000 se zaměřil na parkurové skákání, v němž získal stříbrnou medaili s družstvem na olympiádě v roce 2004, stříbrnou medaili mezi jednotlivci na LOH 2016, byl individuálním mistrem Evropy v roce 2017 a na MS 2018 obsadil se švédským družstvem druhé místo. Na Letních olympijských hrách 2020 startoval s koněm All In, byl členem vítězného družstva a v soutěži jednotlivců skončil druhý za britským reprezentantem Benem Maherem. Od října 2021 vede světový žebříček Mezinárodní federace jezdectví ve skocích.